# 矢野純一
矢野 純一（やの じゅんいち、1919年1月23日 - 2002年12月22日）はプロ野球選手（野手）、元横浜大洋ホエールズ取締役球団代表。山口県出身。

## 来歴・人物
下関市立下関商業学校（現・下関市立下関商業高等学校）時代は甲子園出場を果たすことなく卒業。後に大洋でチームメイトとなる平山菊二は1学年下。2学年下に藤本英雄（のち巨人）がいた。その後、明治大学、社会人野球の満州電電や大洋漁業でプレーした。
1951年に親会社の大洋漁業から大洋ホエールズに入団。即戦力と期待され、開幕戦（3月30日の名古屋戦〔草薙球場〕）から出場した。5月19日の松竹戦（大分県営野球場）では、先制の本塁打を含む2本塁打と活躍した（結果的に、現役唯一の本塁打を記録した試合となった）が、チームは6回終了時点の12-2からエースの高野裕良が打たれ、10点差をひっくり返される大逆転負けを喫した（松竹ロビンス#キーワードを参照）。
1951年限りで現役引退。その後、大洋ホエールズ取締役球団代表を歴任した。
2002年12月22日午後5時5分、肺炎のため神奈川県横須賀市の病院で死去。満83歳没。

## 詳細情報

### 年度別打撃成績
| 年 度     | 球 団     | 試 合 | 打 席 | 打 数 | 得 点 | 安 打 | 二 塁 打 | 三 塁 打 | 本 塁 打 | 塁 打 | 打 点 | 盗 塁 | 盗 塁 死 | 犠 打 | 犠 飛 | 四 球 | 敬 遠 | 死 球 | 三 振 | 併 殺 打 | 打 率 | 出 塁 率 | 長 打 率 | O P S |
| --------- | --------- | ----- | ----- | ----- | ----- | ----- | -------- | -------- | -------- | ----- | ----- | ----- | -------- | ----- | ----- | ----- | ----- | ----- | ----- | -------- | ----- | -------- | -------- | ----- |
| 1951      | 大洋      | 79    | 255   | 226   | 24    | 54    | 4        | 0        | 2        | 64    | 24    | 3     | 2        | 5     | --    | 23    | --    | 1     | 20    | 7        | .239  | .312     | .283     | .595  |
| 通算：1年 | 通算：1年 | 79    | 255   | 226   | 24    | 54    | 4        | 0        | 2        | 64    | 24    | 3     | 2        | 5     | --    | 23    | --    | 1     | 20    | 7        | .239  | .312     | .283     | .595  |

### 背番号
- 31 （1951年）